# Svenska Spel Cup
Svenska Spel Cup är en ungdomsturnering i bandy i Sverige, och organisationsmässigt en spinoffvariant på TV-pucken då turneringen spelas med distriktsförbundslag. Turneringen finns i både pojk- och flickvariant, inleds vanligtvis efter jul, och finalerna avgörs numera vanligtvis samma helg som Svenska bandyfinalen.

## Finaler

### 2006/2007
- Flickor 15 år, Småland (efter finalspel mot Dalarna och Jämtland-Härjedalen/Ångermanland)
- Pojkar 13 år, Västmanland-Östergötland 6-3
- Flickor 13 år, Stockholm-Småland 2-3

### 2008/2009
- Pojkar 15 år, Västmanland
- Flickor 15 år, Medelpad

### 2009/2010
- Pojkar 15 år: Västergötland-Småland 2-8
- Flickor 15 år Småland/Östergötland-Värmland 4-1

### 2010/2011
- Pojkar 15 år: Småland-Värmland 2-4
- Flickor 15 år: Småland-Stockholm/Uppland 6-2

### 2011/2012
- Pojkar 15 år: Småland (efter gruppspel)
- Flickor 15 år: Småland (efter gruppspel)

### 2012/2013
- Pojkar 15 år, Småland-Västergötland 7-1
- Flickor 15 år, Västergötland-Ångermanland/Jämtland) 3-1